# Montes Claros (microregio)
Montes Claros is een van de 66 microregio's van de Braziliaanse deelstaat Minas Gerais. Zij ligt in de mesoregio Norte de Minas en grenst aan de microregio's Janaúba, Salinas, Grão Mogol, Bocaiuva, Pirapora en Januária. De microregio heeft een oppervlakte van ca. 22.248 km². In 2006 werd het inwoneraantal geschat op 588.321.
Tweeëntwintig gemeenten behoren tot deze microregio:
- Brasília de Minas
- Campo Azul
- Capitão Enéas
- Claro dos Poções
- Coração de Jesus
- Francisco Sá
- Glaucilândia
- Ibiracatu
- Japonvar
- Juramento
- Lontra
- Luislândia
- Mirabela
- Montes Claros
- Patis
- Ponto Chique
- São João da Lagoa
- São João da Ponte
- São João do Pacuí
- Ubaí
- Varzelândia
- Verdelândia

Mesoregio's: Campo das Vertentes · Central Mineira · Jequitinhonha · Metropolitana de Belo Horizonte · Noroeste de Minas · Norte de Minas · Oeste de Minas · Sul e Sudoeste de Minas · Triângulo Mineiro e Alto Paranaíba · Vale do Mucuri · Vale do Rio Doce · Zona da Mata

Microregio's: Aimorés · Alfenas · Almenara · Andrelândia · Araçuaí · Araxá · Barbacena · Belo Horizonte · Bocaiuva · Bom Despacho · Campo Belo · Capelinha · Caratinga · Cataguases · Conceição do Mato Dentro · Conselheiro Lafaiete · Curvelo · Diamantina · Divinópolis · Formiga · Frutal · Governador Valadares · Grão Mogol · Guanhães · Ipatinga · Itabira · Itaguara · Itajubá · Ituiutaba · Janaúba · Januária · Juiz de Fora · Lavras · Manhuaçu · Mantena · Montes Claros · Muriaé · Nanuque · Oliveira · Ouro Preto · Pará de Minas · Paracatu · Passos · Patos de Minas · Patrocínio · Peçanha · Pedra Azul · Pirapora · Piumhi · Poços de Caldas · Ponte Nova · Pouso Alegre · Salinas · Santa Rita do Sapucaí · São João del-Rei · São Lourenço · São Sebastião do Paraíso · Sete Lagoas · Teófilo Otoni · Três Marias · Ubá · Uberaba · Uberlândia · Unaí · Varginha · Viçosa